# 渡辺香墨
渡辺 香墨（わたなべ こうぼく、本名：渡辺 助治郎（わたなべ すけじろう）、1866年6月27日（慶應2年5月27日） - 1912年（大正元年）12月28日）は、日本の法律家、俳人。
正岡子規の門人で、台湾俳壇の基礎を作った一人。

## 略歴・人物
1866年（慶應2年5月27日）、常陸国稲敷郡君原村に生まれる。1886年（明治19年）に東京法学校（現・法政大学）卒業し、裁判官となる。1894年（明治27年）、正岡子規の門人となる。
1898年（明治31年）に新潟県の裁判所に赴任し、新潟県における新派俳人の草分けとして活動、子規から『著き進歩を現したる者』として『東京に五城あり、越後に香墨あり、大阪に青々あり』とし、『香墨は漸を追ふて進む者基礎既に堅し』と評されている。1900年（明治33年）に台湾総督府法院の検察官として台湾に赴任、俳誌『相思樹』を創刊し、台湾俳句界の指導者的立場として活動する。また、在台中、毎年、子規にバナナを送っており、子規から『相別れてバナナ熟する事三度』という句を添えて礼状を送られている。

## 句集
- 『香墨句帖』

## 関連本
- 『渡辺香墨-俳人』市毛豊備 （双樹社、1952）

## 参考
- 『日本近代文学事典』（講談社、1984）
- 『明治大正人物事典Ⅱ』（日外アソシエーツ、2011）
- 『相思樹』小考-台湾最初の俳誌をめぐって-　沈美雪
- 『正岡子規-死生観を見据えて-』宮坂静生（明治書院、2001）
- 『子規と四季のくだもの』 戸石重利（文芸社、2002）